# Ballon, Charente-Maritime

Ballon este o comună în departamentul Charente-Maritime, Franța. În 1 ianuarie 2022 avea o populație de 823 de locuitori.